# علاء عباس
علاء عباس (27 يوليو 1993) هو لاعب كرة قدم عراقي، يلعب مع نادي النجف في مركز الهجوم. ومع المنتخب العراقي.
لعب مع نادي الكويت ونادي جل فيسنتي البرتغالي وسبق له اللعب مع نادي السياحة ونادي الإسكان ونادي كربلاء ونادي نفط الوسط ونادي نفط الجنوب ونادي القوة الجوية ونادي الزوراء.

## إحصائيات
آخر تحديث 27 كانون الثاني 2022.
| منتخب العراق | منتخب العراق | منتخب العراق | منتخب العراق |
| السنة        | المباريات    | الأهداف      |              |
| ------------ | ------------ | ------------ | ------------ |
| 2018         | 1            | 0            |              |
| 2019         | 17           | 3            |              |
| 2021         | 1            | 0            |              |
| 2022         | 4            | 1            |              |
| المجموع      | 23           | 4            |              |

### الاهداف الدولية مع المنتخب
| #  | التاريخ              | المكان                     | الخصم                    | عدد الاهدف | النتيجة | المناسبة          |
| -- | -------------------- | -------------------------- | ------------------------ | ---------- | ------- | ----------------- |
| 1. | 12 كانون الثاني 2019 | ملعب الشارقة، الشارقة      | اليمن                    | 3–0        | 3–0     | كأس آسيا          |
| 2. | 14 تشرين الثاني 2019 | ستاد عمان الدولي، عمان     | إيران                    | 2–1        | 2–1     | تصفيات كأس العالم |
| 3. | 29 تشرين الثاني 2019 | استاد خليفة الدولي، الدوحة | الإمارات العربية المتحدة | 1–0        | 2–0     | كأس الخليج        |
| 4. | 21 كانون الثاني 2022 | ملعب المدينة الدولي، بغداد | أوغندا                   | 1–0        | 2–0     | مباراة ودية       |

## روابط خارجية
- علاء عباس على موقع إي إس بي إن إف سي (الإنجليزية)
- علاء عباس على موقع ناشيونال فوتبول تيمز (الإنجليزية)
- علاء عباس على موقع Soccerway.com (الإنجليزية)
- علاء عباس على موقع عالم كرة القدم.نت (الإنجليزية)